# Brestovac (Negotin)
Pour les articles homonymes, voir Brestovac.
Brestovac (en serbe cyrillique : Брестовац) est un village de Serbie situé dans la municipalité de Negotin, district de Bor. Au recensement de 2011, il comptait 260 habitants.

## Démographie

### Évolution historique de la population
| 1948 | 1953 | 1961 | 1971 | 1981 | 1991 | 2002 | 2011 |
| ---- | ---- | ---- | ---- | ---- | ---- | ---- | ---- |
| 799  | 792  | 780  | 702  | 607  | 426  | 355  | 260  |

|  |